# Gunung Jamurrejen
Gunung Jamurrejen är ett berg i Indonesien.   Det ligger i provinsen Aceh, i den västra delen av landet, 1 700 km nordväst om huvudstaden Jakarta. Toppen på Gunung Jamurrejen är 537 meter över havet.
Terrängen runt Gunung Jamurrejen är huvudsakligen kuperad, men västerut är den bergig.  Trakten runt Gunung Jamurrejen är nära nog obefolkad, med mindre än två invånare per kvadratkilometer. I omgivningarna runt Gunung Jamurrejen växer i huvudsak städsegrön lövskog.